# Russell Kirk
Russell Amos Kirk (n. 19 octombrie 1918, Plymouth⁠(d), Michigan, SUA – d. 29 aprilie 1994, Mecosta⁠(d), Comitatul Mecosta, Michigan, SUA) fost un filozof, moralist, istoric și critic literar american cunoscut pentru influența sa asupra conservatorismului american al secolul XX. Lucrarea sa The Conservative Mind din 1953 a contribuit semnificativ la dezvoltarea mișcării conservatoare postbelice din Statele Unite. Aceasta prezintă evoluția gândirii conservatoarea în tradiția anglo-americană și acordă o importanță deosebită ideilor lui Edmund Burke. Kirk a fost considerat principalul susținător al conservatorismului tradițional⁠(d). 

## Biografie
Russell Kirk s-a născut în Plymouth, Michigan⁠(d).Acesta era fiul lui Russell Andrew Kirk, un inginer feroviar, și al lui Marjorie Pierce Kirk. Kirk a obținut o licență la Universitatea de Stat din Michigan⁠(d) și un master la Universitatea Duke. În timpul celui de-al Doilea Război Mondial, a activat în forțele armate americane și a corespondat cu scriitoare libertariană Isabel Paterson⁠(d); aceasta a contribuit la modelarea gândirii sale politice timpurii. După ce a citit cartea lui Albert Jay Nock Our Enemy, the State⁠(d), a început să corespondeze cu acesta în aceeași manieră. După încheierea războiului, a urmat cursurile Universității din St Andrews din Scoția. În 1953, a devenit singurul american care a primit titlul de doctor în litere⁠(d) în cadrul acestei instituții.
Kirk „a elaborat un program postbelic pentru conservatori, avertizându-i că: ′O mână de indivizi, unii dintre ei străini de responsabilități morale de o asemenea anvergură, și-au propus să distrugă populațiile din Nagasaki și Hiroshima; cred că este de datoria noastră să reducem posibilitatea unor astfel de decizii subite′”.
După terminarea studiilor, Kirk a devenit profesor în cadrul Michigan State. A demisionat în 1959, fiind dezamăgit de creșterea rapidă a numărului de studenți, respectiv de faptul că atletismul interuniversitar și pregătirea tehnică sunt considerate a fi mai importante decât artele liberale tradiționale. După plecarea sa, acesta a numit Michigan State drept „Colegiul bovinelor” sau „Universitatea Behemoth” și a caracterizat politologii și sociologii drept „o rasă de câini plictisiți”. Spre finalul vieții, a predat un semestru pe an la Colegiul Hillsdale⁠(d) în calitate de profesor invitat de științe umaniste.
Kirk a publicat frecvent în două reviste conservatoare americane la înființarea cărora a contribuit - National Review în 1955 și Modern Age⁠(d) în 1957. A fost redactorul fondator al celei din urmă în perioada 1957–59. Mai târziu a fost numit Distinguished Fellow al Heritage Foundation⁠(d) unde a susținut o serie de prelegeri.
După ce a părăsit statul Michigan, Kirk s-a întors la casa sa ancestrală din Mecosta, Michigan⁠(d) și a început să redacteze numeroase cărți, articole academice, prelegeri și rubrica sa - publicată timp de 13 ani - prin care și-a exercitat influența asupra politicii americane și vieții intelectuale. În 1963, Kirk s-a convertit la catolicism și s-a căsătorit cu Annette Courtemanche; cei doi au avut patru fiice. Aceasta și Kirk au devenit cunoscuți pentru ospitalitatea lor, fiind gazde a numeroase personalități politice, filozofice și literare. În același timp, au oferit adăpost refugiaților politici, oamenilor fără adăpost etc. În casa lor s-a desfășurat un seminar despre gândirea conservatoare dedicat studenților. Piety Hill găzduiește astăzi Centrul Russell Kirk pentru Renaștere Culturală⁠(d). După convertirea sa la catolicism, Kirk a fost membru fondator al consiliului de administrație al organizației Una Voce America⁠(d).
Kirk a refuzat să conducă, caracterizând mașinile drept „iacobini⁠(d) mecanici”, și nu și-a dorit să aibă de-a face cu televiziunea și „calculatoarele electronice”.
Kirk nu a votat întotdeauna pentru candidatul conservator. În cadrul alegerilor prezidențiale din 1944⁠(d), acesta a decis să-l voteze pe Thomas Dewey - candidatul Partidului Socialist al Americii⁠(d) -  în detrimentul lui Franklin Delano Roosevelt. În cadrul alegerilor prezidențiale din 1976⁠(d), acesta a votat cu Eugene McCarthy⁠(d). În 1992, l-a susținut pe Pat Buchanan la alegerile primare din cadrul Partidului Republican⁠(d), fiind președinte de stat al campaniei Buchanan din Michigan.
Kirk a fost un colaborator al revistei Chronicles⁠(d). În 1989, președintele Ronald Reagan i-a oferit medalia prezidențială⁠(d).

## Idei

### Gândirea conservatoare
The Conservative Mind: From Burke to S.Eliot, versiunea publicată a tezei sale de doctorat, a contribuit la reluarea studiului operelor lui Burke în secolul XX. Mai mult, aceasta a scos în evidență: 
- Oamenii de stat conservatori precum John Adams, Alexander Hamilton, Fisher Ames⁠(d), George Canning, John C. Calhoun, John Randolph⁠(d), Joseph de Maistre, Benjamin Disraeli și Arthur Balfour⁠(d);
- Aspectele conservatoare ale scrierilor unor autori cunoscuți precum Samuel Taylor Coleridge, Sir Walter Scott, Alexis de Tocqueville, James Fenimore Cooper, Nathaniel Hawthorne, James Russell Lowell, George Gissing, George Santayana, Robert Frost și TS Eliot;
- Autori britanici și americani precum Fisher Ames, John Randolph, Orestes Brownson⁠(d), John Henry Newman, Walter Bagehot⁠(d), Henry James Sumner Maine⁠(d), William Edward Hartpole Lecky⁠(d), Edwin Lawrence Godkin⁠(d), William Hurrell Mallock⁠(d), Leslie Stephen⁠(d), Albert Venn Dicey⁠(d), Robert Nisbet⁠(d), Paul Elmer More⁠(d) și Irving Babbitt⁠(d).

Lucrarea The Portable Conservative Reader (1982) - editată de Kirk - conține fragmente din scrierile autorilor de mai sus.

Biograful Bradley J. Birzer⁠(d) susține că în ciuda influenței sale asupra mișcării conservatorismului modern, puțini adepți au fost de acord cu abordarea sa neobișnuită a istoriei conservatorismului. Conform recenziei istoricului Drew Maciag:
După cum demonstrează studiul lui Birzer, modul în care Kirk a înțeles conservatorismul a fost atât de unic, deosebit, transcendental, elitist și, în anumite privințe, premodern și european încât era aproape distinct de conservatorismul politic din Statele Unite. Mintea conservatoare a lansat o provocare intelectuală liberalismului postbelic, însă diversitatea conservatorismului preferat de Kirk a găsit puțini adepți, până și în Dreapta americană.
Harry Jaffa - unul dintre studenții lui Leo Strauss - a precizat că: „Kirk a realizat un studiu mediocru al operei lui Burke. Atacurile sale asupra raționamentului metafizic au de-a face doar cu încercarea filozofiei moderne de a eliminara îndoiala sceptică din premisele sale și, prin urmare, din concluziile sale”.
Russello (2004) susține că Kirk a adaptat conceptul „democrației teritoriale” propus de gânditorul catolic Orestes Brownson cu scopul de a prezenta un federalism fundamentat pe premise parțial diferite de cele ale părinților fondatori și ale altor conservatori. Acesta considera că democrația teritorială ar putea rezolva conflictul dintre statele interpretate ca simple provincii ale guvernului central și ca entități politice autonome independente de Washington. În cele din urmă, acest concept i-a permis lui Kirk să prezinte o teorie a drepturilor individuale fundamentată într-un context istoric american.
Pe lângă faptul că a atras atenția publicului asupra principiilor conservatoare anglo-americane, Kirk a identificat idealurile liberale ca fiind perfectibilitatea omului, ostilitatea față de tradiție, schimbările bruște în sistemele economice și politice, respectiv secularizarea guvernului.

### Principiile conservatorismului
Kirk a dezvoltat șase „norme” ale conservatorismului pe care Russello (2004) le-a descris astfel:
1. Credința într-o ordine transcendentă pe care Kirk a descris-o în diferite moduri ca fiind bazată pe tradiție, revelația divină sau dreptul natural;
2. Un devotament față de „diversitatea și misterul” existenței umane;
3. O convingere că societatea necesită orânduieli și clase care să scoată în evidență diferențele „naturale”;
4. Convingerea că proprietatea și libertatea sunt strâns legate;
5. Credința în datini, norme și ordine;
6. Conștientizăm că inovația trebuie să fie legată de tradițiile și obiceiurile existente, fapt care presupune respectarea valorii politice a prudenței.

Kirk a susținut că religia creștină și civilizația occidentală sunt „imposibil de imaginat una fără cealaltă” și că „toată cultura își are originea în religie. Când credința religioasă intră în declin, cultura intră în declin, deși deseori pare să înflorească pentru un timp după ce hrănitoarea religie a decăzut în necredință”.